# Нюненьга (посёлок)
Нюненьга — посёлок в Никольском районе Вологодской области.
На картах может быть обозначен как Нюненга. Под таким названием был внесён в реестр населённых пунктов Вологодской области в 1999 году, в 2001 году название в реестре было изменено на Нюненьга.
Входит в состав Краснополянского сельского поселения (с 1 января 2006 года по 1 апреля 2013 года входил в Полежаевское сельское поселение), с точки зрения административно-территориального деления — в Полежаевский сельсовет.
Расстояние до районного центра Никольска по автодороге — 40 км. Ближайшие населённые пункты — Белогарье, Половинка, Полежаево.

## История
В 1966 г. указом президиума ВС РСФСР поселок лесоучастка Елшинов Лог переименован в Нюненьга.

## Население
| 2010 |
| ---- |
| 128  |